# 口傳福音傳統
口傳福音傳統（英語：Oral gospel traditions），是聖經研究中的一個假說。這個假說認為在福音書成書之前，曾經存在經由口述方式，經由口耳相传傳播耶穌教義（福音）的階段。在這個口述傳統中，流傳各種跟耶穌生平相關的故事，也流傳著耶穌以比喻傳述教誨的故事。這些口述傳統被收集起來，成為正統的福音書，最終編輯出《新約》。
聖經研究學者，包括巴特·葉爾曼、詹姆斯·鄧恩與Richard Bauckham等人，發展了這個假說，用於解釋《新約》產生的過程。但由於考古資料不多，在不同學者間，對於如何追源口傳福音，存在廣泛的差異。

## 概論
口傳福音傳統的研究，起源於19世紀的圣经批判学，使用來源批判的方式進行文本分析，以找出聖經不同段落的起源。
巴特·葉爾曼曾經用傳話遊戲（Telephone game）來解釋耶穌的故事如何在口傳福音傳統中，變成各種不同的版本。這個口述傳統可以追溯到耶穌在世時，以及使徒保羅傳教的時代，這些最早的猶太基督徒，傳承這些福音數十年，最後才被寫成文字記錄下來。